# Paracroria milloti
Paracroria milloti är en fjärilsart som beskrevs av Pierre E.L. Viette 1969. Paracroria milloti ingår i släktet Paracroria och familjen nattflyn. Inga underarter finns listade i Catalogue of Life.